# Långtjärnen (Lycksele socken, Lappland, 716881-164854)
Långtjärnen är en sjö i Lycksele kommun i Lappland och ingår i Umeälvens huvudavrinningsområde. Sjön har en area på 0,0976 kvadratkilometer och ligger 234 meter över havet.

## Delavrinningsområde
Långtjärnen ingår i det delavrinningsområde (716917-164856) som SMHI kallar för Mynnar i Övre Arvträsket. Medelhöjden är 261 meter över havet och ytan är 12,77 kvadratkilometer. Räknas de 5 avrinningsområdena uppströms in blir den ackumulerade arean 47,35 kvadratkilometer. Vattendraget som avvattnar avrinningsområdet har biflödesordning 4, vilket innebär att vattnet flödar genom totalt 4 vattendrag innan det når havet efter 147 kilometer. Avrinningsområdet består mestadels av skog (93 procent). Avrinningsområdet har 0,56 kvadratkilometer vattenytor vilket ger det en sjöprocent på 4,4 procent.